# Wolfgang Pfleiderer (Philologe)
Wolfgang Pfleiderer (* 26. September 1877 in Eßlingen am Neckar; † 25. Januar 1971 in Stuttgart) war ein deutscher Philologe, Gymnasial- und Volkshochschullehrer.

## Leben
Nach dem Studium der neueren Philologie und Promotion wurde er Lehrer am Gymnasium Eßlingen (das heutige Georgii-Gymnasium).
Wolfgang Pfleiderer war Übersetzer und Herausgeber der ersten deutschen Kierkegaard-Ausgabe. 
An der Gründung des Vereins zur Förderung der Volksbildung in Württemberg 1918 durch Theodor Bäuerle und Robert Bosch war Pfleiderer maßgeblich beteiligt.
1923 war er Gründungsmitglied des Hohenrodter Bundes und
ab 1927 zweiter Vorsitzender des Pädagogischen Rates der Deutschen Schule für Volksforschung und Erwachsenenbildung. 
Ab 1928 war er Vorstandsmitglied im Reichsverband der deutschen Volkshochschulen als Vertreter Württembergs. 1925–1932 war Pfleiderer Direktor der Volkshochschule Stuttgart.
Nach 1933 trat er wieder in den Schuldienst ein.
1946 gründete er die Volkshochschule Schorndorf und übernahm bis 1951 auch ihre Leitung.

## Schriften
- Das seelische Verhältnis zwischen Hamlet und Ophelia. Dissertation Tübingen. Berlin: H. Paetel, 1908
- Sören Kierkegaard. Gesammelte Werke. Übersetzt von Wolfgang Pfleiderer und Christoph Schrempf. Jena: Eugen Diederichs
- Kunst und Volk. Grundfragen der Volksbildung. Stuttgart 1920